# Hassan Nader
Hassan Nader (Casablanca, 1965. július 8. –) marokkói válogatott labdarúgó.

## Fordítás
- Ez a szócikk részben vagy egészben  a   Hassan Nader című angol Wikipédia-szócikk fordításán alapul.  Az eredeti cikk szerkesztőit annak laptörténete sorolja fel. Ez a jelzés csupán a megfogalmazás eredetét és a szerzői jogokat jelzi, nem szolgál a cikkben szereplő információk forrásmegjelöléseként.